# Gladstone (Dakota du Nord)
Pour les articles homonymes, voir Gladstone.
La ville de Gladstone est située dans le comté de Stark, dans l’État du Dakota du Nord, aux États-Unis. Sa population s’élevait à 239 habitants lors du recensement de 2010, estimée à 359 habitants en 2018.

## Histoire
Gladstone a été fondée en 1882 par des colons venus du Wisconsin et nommée en hommage au Premier ministre britannique William Ewart Gladstone.

## Démographie
| 1940 | 1950 | 1960 | 1970 | 1980 | 1990 |
| ---- | ---- | ---- | ---- | ---- | ---- |
| 278  | 224  | 185  | 222  | 317  | 224  |

| 2000 | 2010 | - | - | - | - |
| ---- | ---- | - | - | - | - |
| 248  | 239  | - | - | - | - |

## Source
- (en) Cet article est partiellement ou en totalité issu de l’article de Wikipédia en anglais intitulé « Gladstone, North Dakota » (voir la liste des auteurs).